# Fortune's Fool
Fortune's Fool (Нахлебник Nakhlebnik) es una obra de Iván Turgenev.

## Argumento
El escenario es una vasta propiedad de campo rusa donde los aristócratas residentes y sus muchos sirvientes son sacudidos de su tranquilidad por la llegada de alguien de la ciudad, el desafortunado Vassily Semionitch Kuzovkin, cuya propiedad ha sido inmovilizada por años en un pleito sin esperanza. En un momento, un "bufón de la corte" para el propietario original de la finca, Kuzovkin permaneció en la casa como invitado permanente después de la muerte de su amo. Está ansioso por el inminente regreso a casa de la heredera de la propiedad y su nuevo esposo, temeroso de que, habiendo olvidado la cálida relación que alguna vez compartieron, ella espere que él se mude. El vecino adinerado Flegont Alexandrovitch Tropatchov, que desdeña a Kuzovkin y la pobreza que representa, lo incita a beber demasiado en un almuerzo que culmina cuando, borracho, revela un secreto inquietante que perturba la vida de todos los involucrados y los obliga a lidiar con las consecuencias de su acción precipitada.
Un siglo y medio después de que fuera escrita en 1848, Fortune's Fool se representó en Broadway por primera vez en una adaptación de Mike Poulton. Después de 28 avances, la producción se inauguró el 2 de abril de 2002 en el Music Box Theatre, donde tuvo 127 funciones. El elenco, bajo la dirección de Arthur Penn, incluía a Alan Bates (quien había protagonizado una producción representada en el Chichester Festival Theatre). con Ashley Artus, Desmond Barrit, Rachel Pickup y John Bardon) y el Theatre Royal de Bath en 1996), Frank Langella, Benedick Bates (hijo de Alan) y Enid Graham.
A partir del 6 de diciembre de 2013, la adaptación de Mike Poulton de Fortune's Fool, protagonizada por Iain Glen (luego reemplazado por Patrick Cremin y Will Houston) y Richard McCabe y dirigida por Lucy Bailey, se estrenó en el West End en The Old Vic. El elenco incluye a Lucy Briggs-Owen, Dyfan Dwyfor, Janet Fullerlove, Paul Ham, Richard Henders, Simon Markey y Alexander Vlahos.

## Premios y nominaciones
- Tony Award por Best Play (Nominado)
- Tony Award por Best Actor in Play (Alan Bates, ganador)
- Tony Award por Best Featured Actor in a Play (Frank Langella, ganador)
- Drama Desk Award por Outstanding Actor in a Play (Bates, ganador)
- Drama Desk Award por Outstanding Featured Actor in a Play (Langella, ganador)